# Petrolisthes nanshensis
Petrolisthes nanshensis is een tienpotigensoort uit de familie van de Porcellanidae. De wetenschappelijke naam van de soort is voor het eerst geldig gepubliceerd in 1996 door Yang.